# Manuel García Nieto
Manuel García Nieto, (Macotera, Provincia de Salamanca, 5 de abril de 1894-Comillas, Cantabria, 13 de abril de 1974), más conocido como Padre Nieto, fue un sacerdote jesuita español que ejerció la docencia en el seminario y la Universidad Pontificia Comillas. Se encuentra en proceso de canonización. Fue declarado venerable el 19 de febrero de 2019.

## Vida Familiar
Sus padres fueron Juan García Blázquez y María Antonia Nieto Sánchez. Pertenecía, por tanto, a la familia de los Juanillos. Estudió en el Seminario Conciliar de Salamanca, fue consagrado sacerdote el 16 de mayo de 1920 y ejerció el ministerio sacerdotal en Cantalapiedra y Santa María de Sando. Ingresó en los Jesuitas el 30 de julio de 1926 y fue destinado a la Universidad Pontificia Comillas, donde será nombrado padre espiritual de los seminaristas. 
Murió el Viernes Santo de 1974 cuando contaba con 80 años.
En principio fue enterrado en Comillas (Cantabria) pero en 1985 fue trasladado a una capilla de la Iglesia Parroquial del Milagro de San José en Salamanca (que es de los Jesuitas). Tras su muerte, la compañía de Jesús inició el proceso para su canonización. Palabras suyas son: Un acto de amor de Dios vale más que la creación entera o Hay que reventarse por Cristo.